# Acétate d'ammonium
« E264 » redirige ici. Pour les autres significations, voir E264 (homonymie).
L'acétate d'ammonium est un sel azoté de formule brute C2H7NO2 (formule semi-développée CH3COONH4). C'est un solide blanc qui peut être obtenu par la réaction entre l'ammoniac et l'acide acétique.

## Caractérisation et propriétés physico-chimiques
L'acétate d'ammonium est un composé hygroscopique et se décompose à haute température (170 degré au reflux)pour former l'acétamide :
{\displaystyle {\rm {CH_{3}COONH_{4}\rightarrow CH_{3}C(O)NH_{2}+H_{2}O}}}
La solution d'acétate d'ammonium (CAS 8013-60-4), appelée esprit de Mindererus, est un liquide incolore et limpide. Il est préparé à partir d'1 g de carbonate d'ammonium et de 20 ml d'acide acétique dilué (6 %). Il contient 6,5 à 7,5 % de CH3COONH4.

## Production et synthèse
Préparé à partir de l'acide acétique et de NH3.
{\displaystyle CH_{3}COOH+NH_{3}\rightleftarrows NH_{4}^{+}+CH_{3}COO^{-}}

## Utilisation
En tant que sel d'un acide et d'une base faibles, il a certaines propriétés remarquables.
- Parfois employé comme un agent dégivrant.
- Souvent utilisé avec l'acide acétique (vinaigre) pour créer une solution tampon, qui peut être thermiquement décomposée en composés non-ioniques.
- Utile dans la condensation de Knoevenagel en synthèse organique.
- Agent de dosage analytique.
- Agent de préservation alimentaire, notamment des viandes (E264).
- Il est utilisé pour séparer PbSO4 des autres sulfates.
- Utilisé comme agent extincteur pour la classe F (auxiliaires de cuisson).